# جاي لورانس لوش
جاي لورانس لوش (بالإنجليزية: Jay Laurence Lush)‏ هو عالم أمريكي في مجال علم الوراثة ولد في 3 يناير 1896 في شامباو (آيوا)، اشتهر بعمله في علم وراثة كمومي حائز على جائزة قلادة العلوم الوطنية الأمريكية.

## وصلات خارجية
- الموقع الرسمي لجائزة قلادة العلوم الوطنية الأمريكية